# FK Krásna
FK Krásna (celým názvem: Futbalový klub Krásna) je slovenský fotbalový klub, který sídlí v košické městské části Krásna. Založen byl v roce 2011 pod názvem FK Šaca. V roce 2016 byl mužský oddíl odhlášen ze třetí nejvyšší soutěže, po tomto kroku následně došlo k jeho zrušení.
Své domácí zápasy odehrává na stadionu Krásna nad Hornádom s kapacitou 1 500 diváků.

## Historické názvy
Zdroj: 
- 2011 – FK Šaca (Futbalový klub Šaca)
- 2015 – FK Krásna (Futbalový klub Krásna)

## Umístění v jednotlivých sezonách
Stručný přehled
Zdroj: 
- 2012–2014: 5. liga VsFZ – sk. Jih
- 2014–2015: 4. liga VsFZ – sk. Jih
- 2015–2017: 3. liga – sk. Východ

Jednotlivé ročníky
Zdroj: 
Legenda: Z – zápasy, V – výhry, R – remízy, P – porážky, VG – vstřelené góly, OG – obdržené góly, +/− – rozdíl skóre, B – body, červené podbarvení – sestup, zelené podbarvení – postup, světle fialové podbarvení – přesun do jiné soutěže
| Slovensko (2012–) |                        |        |                                                             |                                                             |                                                             |                                                             |                                                             |                                                             |                                                             |                                                             |        |
| Sezóny            | Liga                   | Úroveň | Z                                                           | V                                                           | R                                                           | P                                                           | VG                                                          | OG                                                          | +/−                                                         | B                                                           | Pozice |
| 2012/13           | 5. liga VsFZ – sk. Jih | 5      | 30                                                          | 15                                                          | 7                                                           | 8                                                           | 59                                                          | 37                                                          | +22                                                         | 52                                                          | 4.     |
| 2013/14           | 5. liga VsFZ – sk. Jih | 5      | 30                                                          | 22                                                          | 4                                                           | 4                                                           | 92                                                          | 26                                                          | +66                                                         | 70                                                          | 1.     |
| 2014/15           | 4. liga VsFZ – sk. Jih | 4      | 30                                                          | 22                                                          | 4                                                           | 4                                                           | 78                                                          | 16                                                          | +62                                                         | 70                                                          | 1.     |
| 2015/16           | 3. liga – sk. Východ   | 3      | 30                                                          | 24                                                          | 2                                                           | 4                                                           | 65                                                          | 18                                                          | +47                                                         | 74                                                          | 1.     |
| 2016/17           | 3. liga – sk. Východ   | 3      | Klub se odhlásil v průběhu sezóny, výsledky byly anulovány. | Klub se odhlásil v průběhu sezóny, výsledky byly anulovány. | Klub se odhlásil v průběhu sezóny, výsledky byly anulovány. | Klub se odhlásil v průběhu sezóny, výsledky byly anulovány. | Klub se odhlásil v průběhu sezóny, výsledky byly anulovány. | Klub se odhlásil v průběhu sezóny, výsledky byly anulovány. | Klub se odhlásil v průběhu sezóny, výsledky byly anulovány. | Klub se odhlásil v průběhu sezóny, výsledky byly anulovány. | 16.    |